# Stefan Haudum
Stefan Haudum (Eferding, 27 novembre 1994) è un calciatore austriaco, centrocampista dell'Admira Wacker M.

## Carriera
L'11 gennaio 2021 viene acquistato a titolo definitivo dalla squadra austriaca dell'Altach.

## Statistiche

### Presenze e reti nei club
Statistiche aggiornate al 15 agosto 2021.
| Stagione              | Squadra               | Campionato            | Campionato | Campionato | Coppe nazionali | Coppe nazionali | Coppe nazionali | Coppe continentali | Coppe continentali | Coppe continentali | Altre coppe | Altre coppe | Altre coppe | Totale | Totale |
| Stagione              | Squadra               | Comp                  | Pres       | Reti       | Comp            | Pres            | Reti            | Comp               | Pres               | Reti               | Comp        | Pres        | Reti        | Pres   | Reti   |
| --------------------- | --------------------- | --------------------- | ---------- | ---------- | --------------- | --------------- | --------------- | ------------------ | ------------------ | ------------------ | ----------- | ----------- | ----------- | ------ | ------ |
| 2012-2013             | Blau-Weiß Linz        | 2L                    | 3          | 0          | CA              | 0               | 0               |                    | -                  | -                  |             | -           | -           | 3      | 0      |
| 2013-2014             | Blau-Weiß Linz        | RL                    | 26         | 0          | CA              | 1               | 0               |                    | -                  | -                  |             | -           | -           | 27     | 0      |
| 2014-2015             | Blau-Weiß Linz        | RL                    | 29         | 2          | CA              | 1               | 0               |                    | -                  | -                  |             | -           | -           | 30     | 2      |
| 2015-2016             | Blau-Weiß Linz        | RL                    | 25         | 1          | CA              | 1               | 0               |                    | -                  | -                  |             | -           | -           | 26     | 1      |
| 2016-2017             | Blau-Weiß Linz        | 2L                    | 22         | 1          | CA              | 3               | 0               |                    | -                  | -                  |             | -           | -           | 25     | 1      |
| 2017-2018             | Blau-Weiß Linz        | 2L                    | 29         | 0          | CA              | 2               | 0               |                    | -                  | -                  |             | -           | -           | 31     | 0      |
| 2018-gen. 2019        | Blau-Weiß Linz        | 2L                    | 15         | 0          | CA              | 1               | 0               |                    | -                  | -                  |             | -           | -           | 16     | 0      |
| Totale Blau-Weiß Linz | Totale Blau-Weiß Linz | Totale Blau-Weiß Linz | 149        | 4          |                 | 9               | 0               |                    | -                  | -                  |             | -           | -           | 158    | 4      |
| gen.-giu. 2019        | LASK                  | BL                    | 5          | 1          | CA              | 0               | 0               |                    | -                  | -                  |             | -           | -           | 5      | 1      |
| 2019-2020             | LASK                  | BL                    | 10         | 1          | CA              | 1               | 9               | UCL+UEL            | 0+1                | 0                  |             | -           | -           | 12     | 1      |
| 2020-gen. 2021        | LASK                  | BL                    | 1          | 0          | CA              | 0               | 0               | UEL                | 0                  | 0                  |             | -           | -           | 1      | 0      |
| Totale LASK           | Totale LASK           | Totale LASK           | 16         | 2          |                 | 1               | 0               |                    | 1                  | 0                  |             | -           | -           | 18     | 0      |
| gen.-giu. 2021        | Altach                | BL                    | 19         | 1          |                 | -               | -               |                    | -                  | -                  |             | -           | -           | 19     | 1      |
| 2021-2022             | Altach                | BL                    | 4          | 1          | CA              | 1               | 0               |                    | -                  | -                  |             | -           | -           | 5      | 1      |
| Totale Altach         | Totale Altach         | Totale Altach         | 23         | 2          |                 | 1               | 0               |                    | -                  | -                  |             | -           | -           | 24     | 2      |
| Totale carriera       | Totale carriera       | Totale carriera       | 188        | 8          |                 | 11              | 0               |                    | 1                  | 0                  |             | -           | -           | 200    | 8      |

## Palmarès
- Fußball-Regionalliga: 1

Blau-Weiß Linz: 2015-2016